# Nordeste (Vietnã)
O Nordeste ou Dong Bac é uma das 8 regiões do Vietname. As regiões do Vietnã não possuem fins administrativos apenas econômicos e estatísticos.

## Províncias
- Bac Giang
- Bac Kan
- Cao Bang
- Ha Giang
- Lang Son
- Lao Cai
- Phu Tho
- Quang Ninh
- Thai Nguyen
- Tuyen Quang
- Yen Bai